# Gadarene Ridge
Der Gadarene Ridge ist ein Gebirgskamm im ostantarktischen Viktorialand. In den Allan Hills erstreckt er sich vom Ship Cone in südlicher Richtung.
Teilnehmer einer Mannschaft des New Zealand Antarctic Research Programme zur Erkundung der Allan Hills untersuchten ihn im Jahr 1964. Sie benannten ihn wegen seiner Ähnlichkeit mit einem Schweinerücken nach der Heilung des Besessenen von Gerasa aus dem Markusevangelium der Bibel (Mk 5, 1–20), bei der Jesus die Dämonen eines Besessenen in eine Schweineherde einfahren ließ (englisch Gadarene Swine).